# Сибирски ъглозъб
Сибирски ъглозъб (Salamandrella keyserlingii), наричан също четирипръст тритон, сибирска саламандра, манджурска саламандра и саламандра на Дибовски, е вид земноводно от семейство Hynobiidae. Видът е застрашен от изчезване.

## Разпространение
Разпространен е в Казахстан, Китай, Монголия, Русия, Северна Корея и Япония.